# Closterium costatum
Closterium costatum  là một loài Song tinh tảo trong họ Desmidiaceae, thuộc chi Closterium.